# Józef Cafasso
Józef Cafasso OFS, wł. Giuseppe Cafasso (ur. 15 stycznia 1811 w Castelnuovo Don Bosco, zm. 23 czerwca 1860 w Turynie) – włoski ksiądz, tercjarz franciszkański, święty Kościoła katolickiego.

## Życiorys
Józef Cafasso urodził się we Włoszech, w Piemoncie. O jego młodości niewiele wiadomo oprócz tego, że był wątłego zdrowia. Nauki pobierał w Chieri, gdzie ukończył szkołę średnią i niższe seminarium. Mając 22 lata otrzymał święcenia kapłańskie (22 września 1833). Kontynuował studia teologiczne w seminarium i uniwersytecie w Turynie, a następnie w Instytucie św. Franciszka. Został tercjarzem franciszkańskim. Uczył opuszczoną młodzież prawd wiary, chodził do więzień dla nieletnich i dorosłych, odwiedzał szpitale i towarzyszył skazanym na śmierć w ich ostatnich chwilach życia.
Po śmierci założyciela Instytutu, Cafasso objął stanowisko rektora, które piastował do śmierci. 
Zmarł w wieku 49 lat w Turynie. Został pochowany w Sanktuarium św. Konsolaty w Turynie.

## Kult
Po śmierci Józefa, jego przyjaciel św. Jan Bosko (którego J. Cafasso poznał w swojej pracy w 1827), tak powiedział o nim:

Był modelem życia kapłańskiego, nauczycielem kapłanów, ojcem ubogich, pocieszycielem chorych, doradcą wątpiącym, pociechą konającym, dźwignią dla więźniów, zbawieniem dla skazanych, przyjacielem wszystkich, wielkim dobroczyńcą ludzkości.

Pius XI podczas beatyfikacji w 1925 nazwał Józefa  „perłą kleru Italii”.
Kanonizacji dokonał Pius XII w 1947, a w 1948 ogłosił św. Józefa patronem więzień i więźniów.
Jego wspomnienie liturgiczne obchodzone jest 23 czerwca.